# Hermann Proetel
Hermann Proetel (* 11. Oktober 1876 in Langenfeld in der Neumark; † 3. Oktober 1956 in Haaren) war ein deutscher Bauingenieur, preußischer Baubeamter und Hochschullehrer für Seehafen- und Kanalbau.

## Leben
Nach seiner Schulzeit studierte der Sohn eines Landwirts von 1895 bis 1901 Bauingenieurwesen an der Technischen Hochschule (Berlin-)Charlottenburg. Nach erfolgreicher Diplom-Hauptprüfung und ersten verschiedenen Tätigkeiten im Rahmen seines Referendariats wurde er im Jahre 1905 nach bestandenem Staatsexamen und der Ernennung zum Regierungsbaumeister (Assessor) bei der Bezirksregierung Stralsund beschäftigt. Hier war er zunächst als Bauleiter verantwortlich für diverse Küstenschutzmaßnahmen auf Rügen und den Nachbarinseln. Im Jahr 1908 übertrug man ihm die Leitung der neuen Hafenbauarbeiten des Fährhafens Sassnitz, als der Hafen zum Zwecke der neuen Eisenbahnfährverbindung, der Königslinie nach Trelleborg, neu konzipiert werden musste. Nach Abschluss dieser Arbeiten wechselte Proetel im Jahr 1912 als Dezernent zum Oberpräsidium der Provinz Westpreußen nach Danzig und bereits ein Jahr später nach Magdeburg als Leiter des dortigen Brückenbauamts. Während des Ersten Weltkriegs musste auch Proetel Kriegsdienst leisten und wurde für seinen Einsatz mit dem Kriegsverdienstkreuz 1. Klasse ausgezeichnet. Anschließend kehrte er nach Magdeburg zurück, wo er als Regierungsbaurat der preußischen Wasserbauverwaltung sowie als Mitglied im Vorstand des Wasserstraßenamts Magdeburg mit weiteren wichtigen Aufgaben betraut wurde. So war er unter anderem für die Planung und Ausführung des Baus der Magdeburger Sternbrücke verantwortlich, wobei sich viele Schwierigkeiten ergaben.
Am 1. April 1922 folgte Proetel einem Ruf an die Technische Hochschule Aachen, wo er nach erfolgter Habilitation als Professor für Verkehrswasserbau und Grundbau mit den Hauptarbeitsgebieten See- und Seehafenbau sowie Entwicklung wassersparender Schiffsschleusen lehrte. Darüber hinaus war er Mitglied im Kanalbauverein Aachen, der ihn mit den Planungen des Rhein-Maas-Kanal betraute, welcher allerdings aus politischen Gründen nie verwirklicht wurde. In den letzten Kriegsjahren des Zweiten Weltkriegs wurde Proetel ab 1943 noch zusammen mit Peter Mennicken, Robert Hans Wentzel, Hans Mehrtens und Robert Roessing zum Mitglied in der Arbeitsgemeinschaft für Raumordnung unter Hermann Roloff bestimmt, die im Auftrag der geheimen Organisation Mittelstelle für Heimatschutz die Möglichkeit einer Ausdehnung der Zuständigkeiten der Hochschule auf die noch besetzten westlichen Nachbarländer organisieren sollte, was sich aber nur wenige Monate später aufgrund der Befreiung dieser Länder durch die Alliierten erledigte.
Knapp zwei Jahre nach Kriegsende wurde Proetel am 1. Januar 1947 emeritiert und am 26. Juni 1956 noch zum Ehrenbürger der RWTH Aachen ernannt.

## Schriften
- See- und Seehafenbau. In: Handbibliothek für Bauingenieure. Ein Hand- und Nachschlagebuch für Studium und Praxis. Band 2. Julius Springer, Berlin 1921 (eingeschränkte Vorschau in der Google-Buchsuche [abgerufen am 28. Juli 2025]).
- (mit Otto Franzius): Der wasserwirtschaftliche Ausbau der Rur (Roer) in der Nord-Eifel. Hamel, Düren 1927.
- Gestaltung und Herstellungsweise neuerer Unterwassertunnels. Werner-Verlag, Düsseldorf 1948.